# NGC 7465
NGC 7465 ist eine linsenförmige Galaxie mit aktivem Galaxienkern vom Hubble-Typ SB0 im Sternbild Pegasus am Nordsternhimmel. Sie ist schätzungsweise 96 Millionen Lichtjahre von der Milchstraße entfernt und hat einen Durchmesser von etwa 60.000 Lj.
Im selben Himmelsareal befinden sich u. a. die Galaxien NGC 7461, NGC 7463, NGC 7464, NGC 7467.
Das Objekt wurde am 16. Oktober 1784 von Wilhelm Herschel entdeckt.